# 北大街駅
北大街駅（ほくだいがい-えき）は中華人民共和国陝西省西安市新城区に位置する西安地下鉄1号線・2号線の駅である。

## 駅構造
1号線のホームの下に2号線の島式ホーム1面がある。

## 駅周辺
- 西安市中心医院
- 西安交通大学口腔医学院
- 蓮湖公園
- 陝西省人民政府

## 歴史
- 2011年9月16日 - 2号線の駅として開業[1]。
- 2013年9月15日 - 1号線開業により、乗り換え駅となる。

## 隣の駅
西安地下鉄
■1号線
灑金橋駅 - 北大街駅 - 五路口駅
■2号線
安遠門駅 - 北大街駅 - 鐘楼駅